# Hyakka ryōran
„Hyakka ryōran” (jap. 百火撩乱) – dwudziesty pierwszy singel zespołu Kalafina, wydany 9 sierpnia 2017 roku przez wytwórnię SACRA MUSIC. Singel został wydany w pięciu wersjach: limitowanej CD+DVD (Type-A), limitowanej CD+Blu-ray (Type-B), regularnej CD, anime CD+DVD oraz w edycji analogowej.
Tytułowy utwór został wykorzystany jako ending anime Katsugeki/Tōken Ranbu. Singel osiągnął 9 pozycję w rankingu Oricon i pozostał na liście przez 10 tygodni, sprzedano 13 374 egzemplarzy.

## Lista utworów
Wszystkie utwory zostały skomponowane i napisane przez Yuki Kajiurę.
| CD                            | |      |
| Nr                            | Tytuł | Czas |
| 1.                            | "Hyakka ryōran" (jap. 百火撩乱)                                                                                          | 4:40 |
| 2.                            | "Kantankatan" (jap. カンタンカタン)                                                                                      | 5:33 |
| 3.                            | "Tombo" (jap. とんぼ) | 3:33 |
| 4.                            | "Hyakka ryōran -instrumental-"                                                                                           | 4:40 |
| 5.                            | "Kantankatan -instrumental-"                                                                                             | 5:33 |
| 6.                            | "Hyakka ryōran -TV Size-" (jap. 百火撩乱-TV Size-) (tylko wer. anime)                                                    | 1:36 |
| DVD/Blu-ray (wer. limitowana) | |      |
| Nr                            | Tytuł | Czas |
| 1.                            | "Hyakka ryōran" (jap. 百火撩乱) (Music Clip)                                                                             |      |
| DVD (wer. anime)              | |      |
| Nr                            | Tytuł | Czas |
| 1.                            | "TV Anime „Katsugeki Tōken Ranbu” non credit ending eizō" (jap. TVアニメ「活撃 刀剣乱舞」ノンクレジットエンディング映像) |      |

Wersja analogowa
1. "Hyakka ryōran" (jap. 百火撩乱)
2. "Kantankatan" (jap. カンタンカタン)
3. "Tombo" (jap. とんぼ)
4. "Hyakka ryōran -instrumental-"
5. "Kantankatan -instrumental-"
6. "Hyakka ryōran -TV Size-" (jap. 百火撩乱-TV Size-?) (tylko wer. anime)